# Piper PA-7
Die Piper PA-7 Skycoupe war ein einmotoriges, zweisitziges Leichtflugzeug des US-amerikanischen Flugzeugherstellers Piper Aircraft Corporation.

## Entwicklung und Konstruktion
Gegen Ende des Jahres 1944 kündigte Piper die Entwicklung einiger neuer Flugzeugtypen nach dem Zweiten Weltkrieg an. Eines der angekündigten Muster war die PWA-1 Skycoupe, wobei PWA für Post War Airplane stand. Im Jahr 1943 war bereits ein Prototyp gebaut worden. Dabei handelte es sich um einen zweisitzigen, freitragenden Tiefdecker mit Doppelleitwerksträger und einem Bugradfahrwerk. Angetrieben wurde das Flugzeug in Pusher-Konfiguration von einem Franklin 4ACG-199-H3. 1945 wurde die Maschine in PA-7 Skycoupe umbenannt. Weitere Exemplare wurden jedoch nicht mehr gebaut.

## Technische Daten
| Kenngröße             | Daten                                       |
| --------------------- | ------------------------------------------- |
| Besatzung             | 1                                           |
| Passagiere            | 1                                           |
| Länge                 | 23,9 ft (7,3 m)                             |
| Spannweite            | 30 ft (9,1 m)                               |
| Höhe                  | 7,9 ft (2,4 m)                              |
| Flügelfläche          | 176,85 ft² (16,43 m²)                       |
| Flügelstreckung       | 5,1                                         |
| Nutzlast              | 912 lb (414 kg)                             |
| Leermasse             | 763 lb (346 kg)                             |
| max. Startmasse       | 1.684 lb (764 kg)                           |
| Höchstgeschwindigkeit | 177 km/h (96 kn)                            |
| Reichweite            | 400 NM (741 km)                             |
| Triebwerke            | ein Franklin 4ACG-199-H3 mit 113 PS (83 kW) |